# Биназальная гемианопсия
Биназа́льная гемианопси́я — медицинский термин, обозначающий тип частичной слепоты, при которой выпадает восприятие внутренних (носовых) половин правого и левого поля зрения. В отличие от другой разновидности гетеронимной (разноимённой) гемианопсии, повреждение только наружных волокон перекрёста зрительных нервов с выключением проводников от наружных половин сетчатки обоих глаз, наблюдается реже.

## Этиология
Данная патология связана с поражением оптического тракта и центральной нервной системы, например при врождённой гидроцефалии.